# Choiseul-szigeti rajtaütés
A Choiseul-szigeteki csatában, a bougainville-i invázió keretében, az amerikaiak és a japánok harcoltak a második világháborúban, 1943. október 27-étől november 4-éig a Csendes-óceánon. Az amerikaiak célja a japánok összezavarása volt diverzáns akciókkal.

## Előzmények

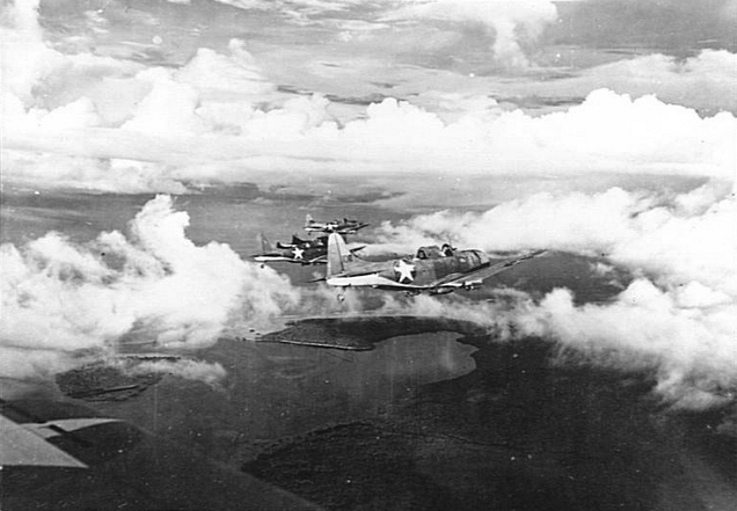
Amerikai gépek a sziget felett

A szövetségesek 1943 tavaszán kidolgozták a Cartwheel hadműveletet. Az akciót, amely több összehangolt hadműveletet irányzott elő, 1943. június 30-án indította meg Douglas MacArthur amerikai tábornok. A cél az volt, hogy áttörjék a japán védelmi rendszert, amelyet a Bismarck-szigetcsoport tagjain hoztak létre, keletre Új-Guineától, a Salamon-tengeren. A japán bázisok védték a birodalom korábbi hódításait a Holland Kelet-Indiákon és a Fülöp-szigeteken, valamint kiinduló pontjai lehettek egy Ausztrália és Új-Zéland elleni akciónak. A hadművelet csak azután indulhatott, hogy a szövetségesek Guadalcanal és a Pápua-félsziget megtisztításával megnyitották az utat az új-britanniai Rabaul, a nagy japán támaszpont felé.
A terv fontos eleme volt egy Bougainville-i repülőtér elfoglalása vagy építése. A tervezők úgy döntöttek, hogy a bougeinville-i fő akcióval párhuzamosan az új-zélandiak elfoglalják a közeli Treasury-szigetet, egy másik elterelő hadműveletben pedig tengerészgyalogosok szállnak partra a Choiseul-szigeten. Choiseul Bougeinville keleti, a Treasury-sziget pedig nyugati partja mentén fekszik, ezért a tervezők azzal számoltak, hogy az előbbiről Kieta, az utóbbiról az Auguszta császárné-öböl felé nyomulhatnak szükség esetén. 

## Akciók

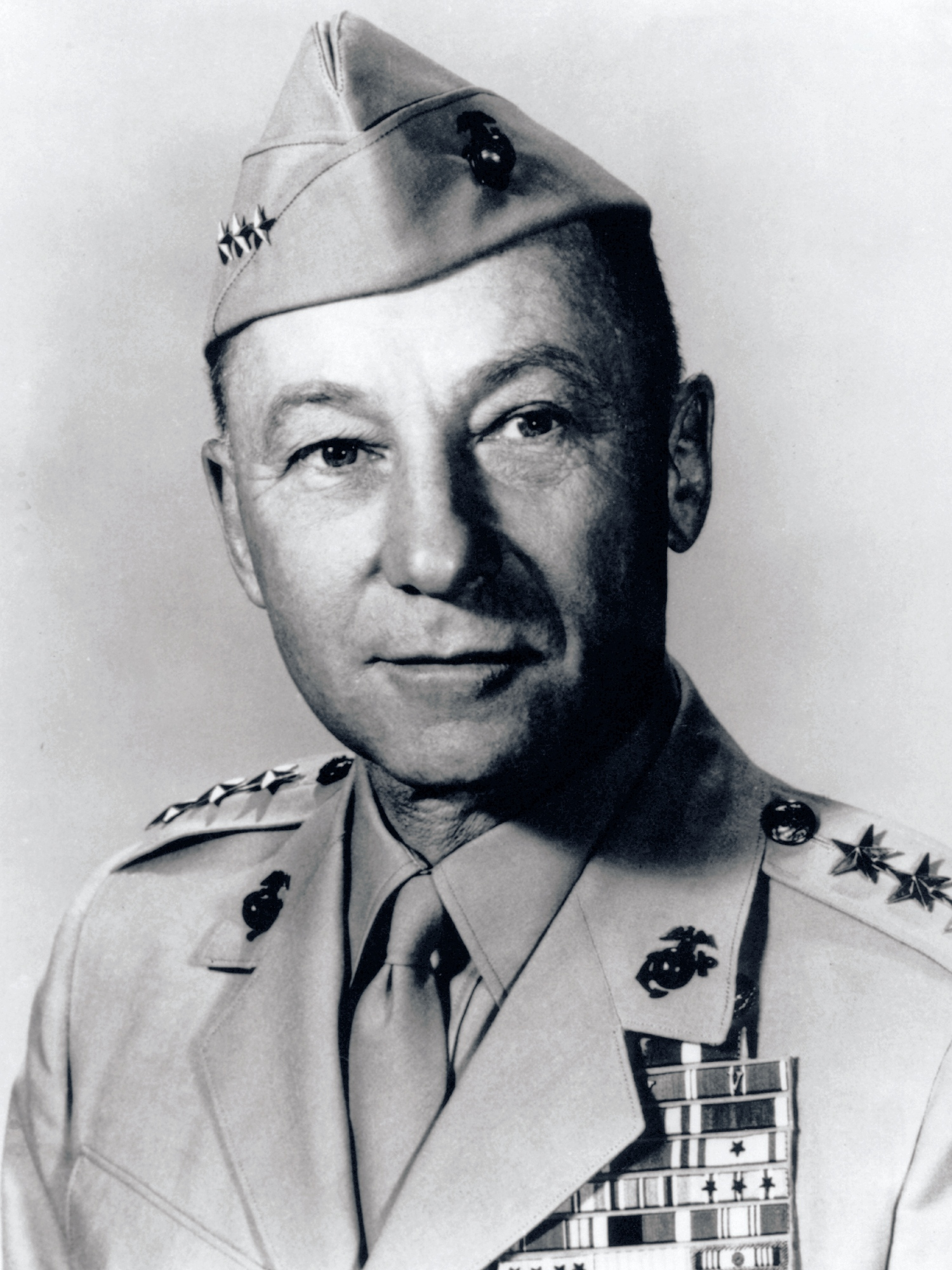
Victor H. Krulak már tábornokként

A Blissful hadjárat (Operation Blissful), vagyis a Choiseul-szigeti rajtaütést az amerikai 2. ejtőernyős zászlóalj hajtotta végre Victor H. Krulak alezredes vezetésével. A katonákat rombolók szállították a helyszínre. Még a fő akció előtt felderítők érkeztek a szigetre, ahol ezer katonát találtak Kakaséban, a déli parton, és 300-at a Choiseul-öbölben, a sziget nyugati csücskén. A kettő között, Sagiaginál egy kikötő működött.
Október 27-én éjszaka az ejtőernyősök megkezdték a partraszállást Vozánál, félúton a Choiseul-öböl és Sagigai között. A megbeszélések szerint egy fényjelnek kellett volna kigyulladnia a parton, ha ott nincsenek japán katonák, de az csak a partraszállás utolsó szakaszában villant fel, így a tengerészgyalogosok ellenállásra számítva rohanták meg a szigetet. Hajnalban a japán légierő bombázta a partot, de addigra az amerikaiak már behúzódtak a sziget belsejébe.
Október 28-án a tengerészgyalogosok bázist hoztak létre az egyik fennsíkon, északnyugatra Vozától, valamint őrszemek figyelték a partot. Másnap járőrök indultak a parton felfelé és lefelé, hogy felderítsék a japán pozíciók megközelíthetőségét. A délkeleti irányba tartó felderítőket maga Victor H. Krulak alezredes vezette, és rábukkantak tíz japánra, miközben azok egy bárkát pakoltak ki. Megtámadták őket, és ezzel megkezdődött a rajtaütés aktív szakasza.
Október 30-án Krulak nagyobb támadást indított Sagigai ellen, amelyet légicsapás segített. Az alezredes úgy tervezte, hogy két századdal bekeríti a japán bázist: az egyik csapat a partról támad, miközben a másik megkerüli a japán állást, és a másik irányból indít offenzívát. A második század azonban nem tudott átevickélni az őserdőn, így még a sűrűben haladtak, amikor a parti szakasz megindította akcióját 14 órakor. A japánok azonban nem vállalták a harcot, és megfutamodtak a faluból, és erős védelmi pozíciókba vonultak vissza, de ezzel a másik század elé tévedtek, és egyórás csata kezdődött. Az amerikaiak közül négy, a japánok közül 72 esett el.
Október 31-ére a tengerészgyalogosok visszatértek Vozába, ahol felkészültek a várható japán ellentámadásra, és őrjáratokat küldtek ki. November 1-jén őrjáratot küldtek északnyugatra a parton, hogy vizsgálják meg a Warrior-folyónál található japán bázist. Éjszaka összetűztek a japánokkal, de sikerült elszakadniuk tőlük. Lőtték a Guppy-szigeti japán bázist, majd két kétéltű jármű felvette őket. Az egyik jármű parancsnoka a későbbi amerikai elnök, John Fitzgerald Kennedy volt.

## Evakuálás
Ekkorra a japánok már nagyjából tudták, hány katonával állnak szemben és hol találják őket. November 3-án helyi felderítők jelentették, hogy 800-1000 japán gyülekezik Sagigainál. Krulak közölte feletteseivel, hogy teljesítették a kitűzött terveket, így készek a visszavonulásra. A 3-áról 4-ére virradó éjszaka három kétéltű szállítójármű érkezett, és visszavitte a katonákat Vella Lavellára. Néhány óra múlva a japánok elérték Vozát, de a tábort üresen találták. A rövid hadjáratban kilenc amerikai elesett, 12-15 megsebesült. A japán veszteség 143 halott, két bárka, 180 tonna ellátmány és nagy mennyiségű üzemanyag volt.